# Bakkefæstning
En bakkefæstning eller bjergfæstning er en borg, der er bygget på en naturlig forhøjning, som hæver sig over det omgivende terræn. Betegnelsen stammer fra det tyske ord Höhenburg, der anvendes til at kategorisere borge ud fra deres topografiske placering. Bakkefæstning adskilles dermed fra lavlandsborge (Niederungsburgen).
Bakkefæstninger kan yderligere opdeles alt efter deres placering i følgende kategorier:
- Højborg (Gipfelburg), som står på toppen af en bakke med stejle fald på alle sider. En særlig type er klippeborgen eller Felsenburg.
- Højderygsborg (Kammburg), som er bygget på en bakkekam eller højderyg.
- Skråningsborg (Hangburg), som er opført på siden af en bakke og derfor er domineret af højere terræn på den ene side.
- Forbjergsborg (Spornburg), som ligger på et forbjerg omgivet af stejlt terræn på tre sider og derfor kun skal forsvares fra den fjerde side.

I løbet af 900- og 1000-tallet, hvor borge i stigende grad mistede deres fæstningskarakter- og funktion og i stigende grad blev bygget som boliger for konger og adel, blev bakkeborgene foretrukket på grund af dens bedre forsvarsmuligheder. I Tyskland er næsten 66 % af alle kendte middelalderborge (Burgen) af højborgtypen.
I borgbyggeriets tidligste århundreder var det kun de store adelsslægter og kongerne, der havde magt til at opføre dem. Fra 1100-tallet begyndte også de højere kejserlige ministerialer at opføre repræsentative bakkefæstninger. Dette mønster blev i 1200-tallet fulgt af lavadelen.
I dag fungerer bakkefæstninge primært som turistmål, ikke mindst fordi de ofte har en god udsigt − dog i nogle tilfælde mod betaling. Mange af dem huser også restauranter eller kiosker. I tilfælde hvor borgene er bevaret, kan deres indre ofte besøges.
Eksempler på højborge inkluderer Kriebstein Slot (forbjergsborg), Marksburg (højborg), Burg Ehrenfels Slot (skråningsborg) og Burg Schachenstein (klippeborg).

## Galleri
- Marksburg i Tyskland er et typisk eksempel på en højborg.
- Ljubljana Slot i Slovenien er en middelalderlig fæstning bygget i 1000-tallet og genopført i 1100-tallet.
- Hohenzollern Slot i Schwäbiske Jura, Tyskland, beliggende i 855 meters højde.
- Castello di Montechino i Montechino, et eksempel på en italiensk borg bygget på en bakke.